# Ersguterjunge
ersguterjunge – niemiecka wytwórnia muzyczna, założona w 2004 roku, początkowo podlegająca Universal Music, a od czerwca 2007 roku Sony BMG. Należy do rapera Bushido, który założył ją po odejściu z Aggro Berlin.

## Artyści
Artyści z kontraktem w ersguterjunge:
- Bushido (od 2004)
- Samra (od 2017)
- Capital Bra (od 2018)

W czerwcu 2005 z wytwórni odeszli: Bass Sultan Hengzt, DJ Ilan i DJ Devin z powodu współpracy nawiązanej przez Bushido i Eko Fresh'a z którym nie chcieli być kojarzeni. Obecnie DJ Ilan założył swoją własną wytwórnię Murderbass, Bass Sultan Hengzt wydaje albumy w berlińskim labelu Amstaff Musx, a DJ Devin w 5 vor 12 Records.
W listopadzie 2006 z wytwórni odeszła raperka Bahar z Sublabelu, tłumacząc że ersguterjunge nie daje jej perspektywy na wydanie albumu.

## Publikacje

### Kompilacje
- 2006 : Nemesis
- 2006 : Vendetta
- 2007 : Alles Gute Kommt Von Unten

### DVD
- 2006: Deutschland gib mir ein Mic (Bushido, V.A.)

### Albumy
| Rok  | Tytuł                                                       | Artysta                          | Miejsce na liście Charts (DE) | Status  | Stan     |
| ---- | ----------------------------------------------------------- | -------------------------------- | ----------------------------- | ------- | -------- |
| 2004 | King of Kingz 2004 Edition                                  | Bushido                          | -                             | -       | zakazana |
| 2004 | Deutscha Playa 2004                                         | D-Bo                             | -                             | -       | -        |
| 2004 | Electro Ghetto                                              | Bushido                          | 6                             | Złota   | zakazana |
| 2005 | Deo Volente                                                 | D-Bo                             | -                             | -       | -        |
| 2005 | Carlo Cokxxx Nutten II                                      | Sonny Black & Baba Saad          | 3                             | -       | -        |
| 2005 | Rap braucht immer noch kein Abitur                          | Bass Sultan Hengzt               | 74                            | -       | -        |
| 2005 | King of Kingz / Demotape-Extend                             | Bushido                          | 55                            | -       | -        |
| 2005 | Electro Ghetto Re-Release                                   | Bushido                          | -                             | -       | -        |
| 2005 | Electro Ghetto Limited Pur Edit.                            | Bushido                          | -                             | -       | -        |
| 2005 | Staatsfeind Nr. 1                                           | Bushido                          | 4                             | Złota   | -        |
| 2005 | Fick immer noch deine Story                                 | Eko Fresh                        | -                             | -       | -        |
| 2006 | Bushido präsentiert: ersguterjunge Sampler Vol.1 - Nemesis  | Various Artists                  | 4                             | -       | zakazana |
| 2006 | Carlo Cokxxx Nutten II Limited Pur Edit.                    | Bushido prod. Sonny Black & Saad | -                             | -       | -        |
| 2006 | DJ Stickle präsentiert: Suchen & Zerstören                  | Chakuza                          | 50                            | -       | -        |
| 2006 | Deutschland gib mir ein Mic (Live CD/DVD)                   | Bushido                          | 10                            | Złota   | -        |
| 2006 | Das Leben ist Saad                                          | Baba Saad                        | 15                            | -       | -        |
| 2006 | Seelenblut                                                  | D-Bo                             | 59                            | -       | -        |
| 2006 | Von der Skyline zum Bordstein zurück                        | Bushido                          | 2                             | Platyna | -        |
| 2006 | Blackout                                                    | Chakuza & Bizzy Montana          | 69                            | -       | -        |
| 2006 | Bushido präsentiert: ersguterjunge Sampler Vol.2 – Vendetta | Various Artists                  | 7                             | Złota   | -        |
| 2007 | Geben & Nehmen                                              | Nyze                             | 87                            | -       | -        |
| 2007 | City Cobra                                                  | Chakuza                          | 10                            | -       | -        |
| 2007 | Hier und Jetzt                                              | Bisou                            | 42                            | -       | -        |
| 2007 | M. a. d. U. (Mukke aus der Unterschicht)                    | Bizzy Montana                    | 61                            | -       | -        |
| 2007 | 7                                                           | Bushido                          | 1                             | -       | -        |
| 2007 | Sans Souci                                                  | D-Bo                             | -                             | -       | -        |
| 2013 | N.W.A                                                       | Shindy                           | 1                             | -       | -        |

### Single
| Rok  | Tytuł                                  | Artysta                      | Miejsce w charts | Miejsce w charts | Miejsce w charts |
| Rok  | Tytuł                                  | Artysta                      | DE               | AT               |                  |
| ---- | -------------------------------------- | ---------------------------- | ---------------- | ---------------- | ---------------- |
| 2004 | "Electro Ghetto"                       | Bushido                      | 31               | -                |                  |
| 2004 | "Nie wieder"                           | Bushido                      | 53               | -                |                  |
| 2005 | "Hoffnung stirbt zuletzt"              | Bushido & Cassandra Steen    | 29               | -                |                  |
| 2005 | "Nie ein Rapper"                       | Bushido                      | 24               | -                |                  |
| 2005 | "Endgegner"                            | Bushido                      | 13               | 48               |                  |
| 2006 | "Augenblick"                           | Bushido                      | 17               | 42               |                  |
| 2006 | "Womit hab ich das verdient"           | Baba Saad                    | 68               | -                |                  |
| 2006 | "Von der Skyline zum Bordstein zurück" | Bushido                      | 14               | 34               |                  |
| 2006 | "Sonnenbank Flavour"                   | Bushido                      | 15               | 25               |                  |
| 2006 | "Vendetta"                             | Bushido, Chakuza & Eko Fresh | 32               | 61               |                  |
| 2007 | "Janine"                               | Bushido                      | 23               | 35               |                  |
| 2007 | "Eure Kinder"                          | Chakuza Feat. Bushido        | 27               | 51               |                  |
| 2007 | "Die erste Träne"                      | Bisou                        | 23               | 49               |                  |
| 2007 | "Sollten alle untergehen"              | Chakuza                      | 72               |                  |                  |
| 2007 | "Alles verloren"                       | Bushido                      | 4                | 3                |                  |